# 元玺
元玺（352年十一月—357年正月）是十六国时期前燕政权前燕景昭帝慕容儁的第一个年号，共计6年。
348年，慕容儁即位，并未使用年号。352年十一月丁卯，慕容儁置百官，次日即位為皇帝，改年號為「元璽」。
元玺六年正月改元光寿元年。

## 纪年
| 元玺 | 元年  | 二年  | 三年  | 四年  | 五年  | 六年  |
| ---- | ----- | ----- | ----- | ----- | ----- | ----- |
| 公元 | 352年 | 353年 | 354年 | 355年 | 356年 | 357年 |
| 干支 | 壬子  | 癸丑  | 甲寅  | 乙卯  | 丙辰  | 丁巳  |

## 同期存在的其他政权年号
- 中國
  - 永和（345年－356年）：东晋——晉穆帝司馬聃的年号
  - 升平（357年－361年）：东晋——晉穆帝司馬聃的年号
  - 建兴（316年－353年）：前凉政权——张重华年号
  - 和平（354年－355年九月）：前凉政权——张祚年号
  - 建兴（355年－361年）：前凉政权——张玄靓年号
  - 皇始（351年－355年）：前秦政权——苻健年号
  - 寿光（355年－357年）：前秦政权——苻生年号
  - 永兴（357年－359年）：前秦政权——苻坚年号
  - 建国（338年－376年）：代政权——拓跋什翼犍年号

## 参見
- 中國年號索引